# Contea di Yangqu
La contea di Yangqu (阳曲县S, Yángqǔ XiànP) è una contea della Cina, situata nella provincia dello Shanxi e amministrata dalla prefettura di Taiyuan.